# George Bruce
George Bruce, (Edimburgo, Escocia, 5 de julio de 1781 - Nueva York, Estados Unidos, 6 de julio de 1866) fue un industrial, inventor y empresario estadounidense de origen escocés.
Bruce emigró a Estados Unidos, junto con su familia, en 1795, y realizó sus estudios primarios en Filadelfia, y al mismo tiempo, trabajó como encuadernador. Meses después, su hermano, David Bruce, le consiguió un curso de aprendizaje para encuadernar, instruido por el impresor Thomas Dobson. En 1798, George Bruce, junto con su hermano, debieron dejar el local de Thomas Dobson, debido a un incendio y a una epidemia de fiebre amarilla. Meses después George Bruce se contagió y enfermó de la fiebre amarilla y estuvo en cama hasta su recuperación.
Fue propietario de una Empresa diseñadora de tipos en Nueva York. El 9 de noviembre de 1842 se le concedió la primera patente de diseño (una nueva forma de patentes autorizadas por la Ley del Congreso) para estilos de letra (imprimiendo tipos de letra y bordes).
En 1856, George Bruce comisionó al arquitecto James Bogardus para construir el local #260 de la calle Canal, en Manhattan, una de las construcciones más importantes de la época.
George Bruce fue el padre de la astrónoma y filántropa Catherine Wolfe Bruce.